# Бои на Каховском плацдарме (1920)
Бои на Каховском плацдарме — военные действия в период Гражданской войны в России.
В 1920 году в районе Каховки происходили упорные бои между «Русской Армией» и Красной армией за переправу через реку Днепр. Войска Красной армии создали на левом берегу Днепра хорошо укрепленный плацдарм. Несмотря на предпринятые усилия, частям «Русской Армии» не удалось ликвидировать плацдарм, что привело к заметному ослаблению их позиции и последующему отступлению за Перекоп в Крым.

## История

Стела памятника Каховского плацдарма

Памятная доска на стеле

Каховский плацдарм возник 7 августа 1920 года в результате наступления 13-й армии из состава Правобережной группы войск Юго-Западного фронта (командующий Р. П. Эйдеман), после того, как части 15-й, 52-й и Латышской стрелковых дивизий РККА успешно форсировали Днепр на участке Алешки — Корсуньский монастырь.
Общая площадь плацдарма составляла 216 км², глубина — 12-15 км. Снабжение плацдарма осуществлялось через 4 переправы у селения Большая Каховка. Плацдарм на расстоянии 60-70 км от Перекопа создавал угрозу тылам и сообщениям основной группировки белогвардейских войск в Северной Таврии.
10 августа 1920 года на плацдарм прибыли части 51-й стрелковой дивизии РККА. Развивая наступление, к 12 августа 1920 года части РККА вышли на рубеж Большие Копани — Б. Маячка — Любимовка — Белоцерковка.

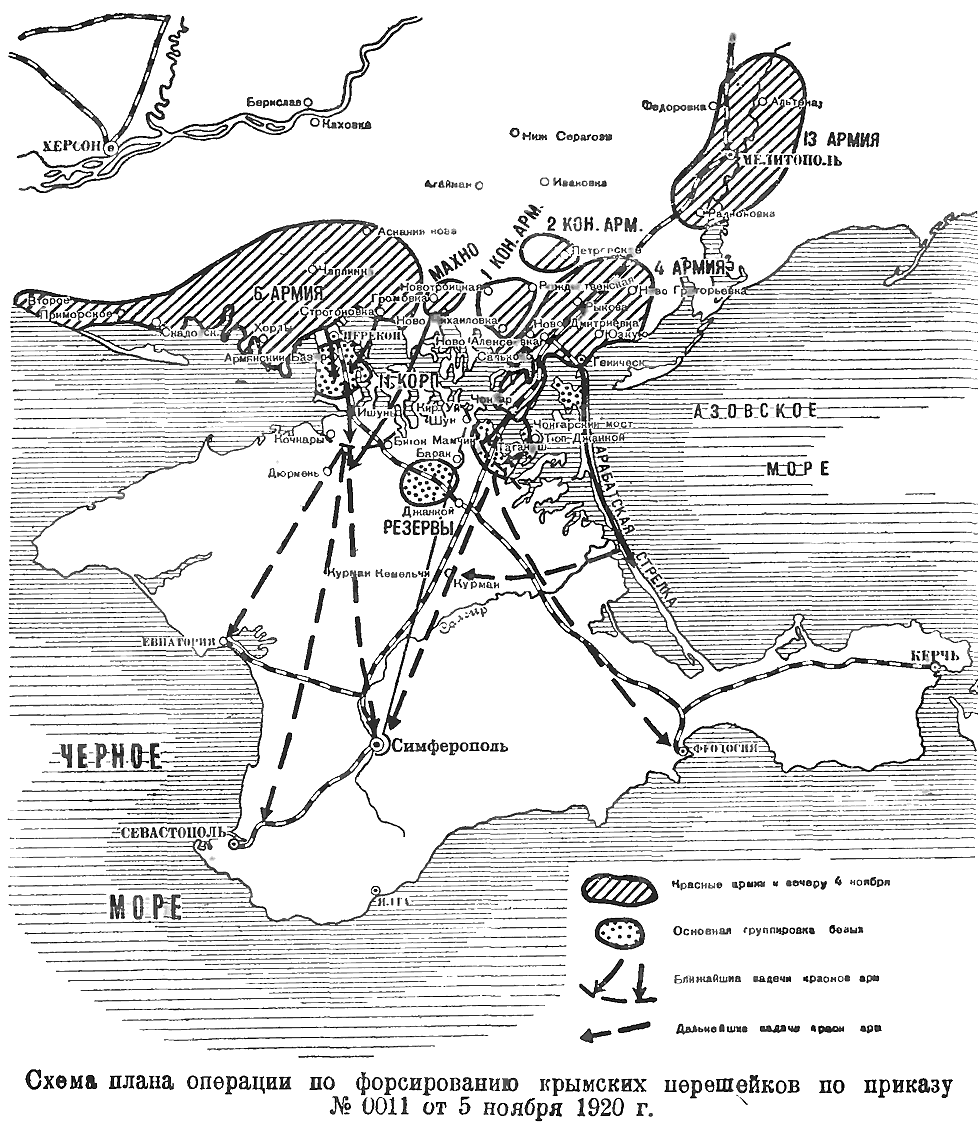
Карта 1920 года.

Тем временем, 8 августа 1920 года под руководством Д. М. Карбышева на Каховском плацдарме началось строительство укреплений. Строительство укреплений было завершено 13 октября 1920 года, к этому времени было подготовлено три полосы обороны:
- передовая линия обороны (40 км) проходила по линии Екатеринославка — Софиевка — Любимовка — южнее хутора Сухино — берег Днепра и состояла из отдельных окопов и взводных опорных пунктов, на отдельных участках усиленных проволочными заграждениями[4];
- главная линия обороны (30 км) проходила на расстоянии 3-6 км от передовой линии и состояла из 2-3 линий групповых окопов и ротных опорных пунктов, усиленных 3 линиями проволочных заграждений и соединенных ходами сообщения. Здесь же были подготовлены наблюдательные пункты, артиллерийские позиции и блиндажи для укрытия личного состава. На отдельных танкоопасных направлениях были установлены противопехотные и противотанковые мины[4]. В сражении на Каховском плацдарме Красная Армия впервые применила противотанковые мины[5];
- предмостная линия обороны (2 км) проходила по окраине селения Большая Каховка (нынешняя Каховка) и предназначалась для защиты переправ через Днепр[4].

Для обеспечения манёвра огнём имевшиеся на плацдарме артиллерийские орудия были сведены в три оперативных соединения: артиллерийская группа непосредственной поддержки, артиллерийская контрбатарейная группа и противотанковый артиллерийский резерв. Для прикрытия плацдарма с воздуха сюда была переброшена авиагруппа (командующий — И. У. Павлов), а в районе переправы была развёрнута зенитно-артиллерийская группа (два дивизиона зенитных орудий).
12 августа 1920 года кавалерийский корпус белых под командованием генерала И. Г. Барбовича нанёс удар в направлении на Весёлое — Нижние Серогозы, по левому флангу линии обороны плацдарма. Одновременно на правом фланге части 2-го армейского корпуса белых под командованием генерала Я. И. Слащёва начали наступление на Белоцерковку. Бои продолжались до 20 августа 1920 года.
20 августа 1920 года части РККА начали контрнаступление в направлении на Мелитополь, которое продолжалось до 26 августа.
28 августа 1920 года началось новое наступление белых: кавалерийский корпус Барбовича, усиленный Корниловской дивизией и 6-й пехотной дивизией, начал наступление на левом фланге, а 2-я Донская кавалерийская дивизия — в центре и на правом фланге.
29 августа 1920 года авиаотряд РККА (9 аэропланов) совершил авианалёт на позиции противника в районе деревни Рубановка, всего было сброшено 30 пудов бомб и 1500 стрел.
30 августа 1920 года части Красной армии перешли в контрнаступление на участке Скадовск — Новоцерковка — Новорепьевка, но уже 1 сентября были встречены контратаками противника и к 5 сентября отошли на исходные позиции
5 сентября 1920 года белые начали наступление вдоль большака Каховка — Чаплинка на участке Латышской стрелковой дивизии, одновременно началось наступление белых вдоль большака Антоновка — Каховка на участке 51-й стрелковой дивизии. Наступление противника было остановлено.
8 октября 1920 года П. Н. Врангель отдал приказ о начале Правобережной операции. Белые перешли в наступление в направлении на Долгинцево и Апостолово с целью разгромить 6-ю армию Южного фронта.
В этот же день, 8 октября 1920 года, 9-й кавалерийский полк РККА атаковал хутора Константиновка и Николаевка, в результате рейда были захвачены 149 пленных (из них 30 офицеров), 4 пулемёта, 1 орудие и тачанки с инженерным имуществом.
10 октября 1920 года части Латышской дивизии предприняли попытку атаковать хутор Зелёный, но были встречены артиллерийским и ружейно-пулеметным огнём и отошли на исходные позиции, потеряв 58 военнослужащих.
14 октября 1920 года белые предприняли ещё одно наступление на Каховский плацдарм, в котором участвовал 2-й армейский корпус под командованием генерала В. К. Витковского (13-я и 34-я пехотные дивизии, чехословацкий полк и два отдельных кавалерийских дивизиона, усиленные артиллерией, бронетехникой и авиацией), а также группа генерала А. Н. Черепова из состава 3-го армейского корпуса. По свидетельству участника наступления, командира V танкового отряда штабс-капитана Борщова А.В., неудача выступления была вызвана задержкой по времени. По замыслу командования белых атака планировалась ночью, в темноте, но отставание пехоты перенесло ее на рассвет. Умело действовала и советская артиллерия 42 линейными пушками, подбив половину танков.
В общей сложности, со стороны белых в наступлении участвовали 6 тыс. штыков, около 700 сабель, 12 танков, 14 бронеавтомобилей, 80 орудий и 200 пулемётов при поддержке 15 самолётов. В это время силы РККА на Каховском плацдарме насчитывали 11 тыс. чел., 10 бронеавтомобилей, 52 орудия и 368 пулемётов. Сражение продолжалось до 16 октября; 17 октября белые отступили на исходные позиции.
В оборонительном сражении части Красной армии нанесли поражение белогвардейским войскам, у которых были захвачены 10 танков, 7 бронеавтомобилей и 70 пулемётов. Преследуя отступающего противника, части РККА заняли хутор Черненька, где были захвачены два артиллерийских орудия без затворов и один повреждённый аэроплан.
В ходе сражений на Каховском плацдарме существенную помощь обороняющимся частям Красной армии оказал 250-вёрстный рейд 5-й Кубанской кавалерийской дивизии РККА, совершенный 14-18 октября 1920 года из района Бердянска по тылам 3-го Донского корпуса противника, в ходе которого были разгромлены тыловые учреждения, нарушена система снабжения и связи, уничтожены три армейских склада (один склад с боеприпасами, один вещевой склад и один инженерный склад), 6 самолётов, 3 броневика, оттянуты с фронта для борьбы с прорывом 1-я и 2-я кавалерийские дивизии противника. По результатам рейда командующий дивизией Я. Ф. Балахонов был награждён орденом Красного Знамени.
Кроме того, помощь Красной армии оказали действия красных партизан и стихийные восстания населения в тылу белых войск:
- так, 7 августа 1920 года при проведении принудительной мобилизации в армию Врангеля восстали жители села Нижние Серогозы Мелитопольского уезда, крестьянами был убит комендант села, но затем восстание было жестоко подавлено подошедшими к фронту частями[13];
- 8 августа 1920 года в селе Колончак Днепровского уезда красные партизаны подожгли артсклад 34-й пехотной дивизии, при взрыве склада было уничтожено значительное количество боеприпасов[13];
- 15 августа 1920 года стихийное выступление крестьян состоялось в селе Чалбасы (с 1946 года — Виноградово) Днепровского уезда, мобилизация была сорвана, в течение нескольких следующих дней в районе села было произведено разрушение линий телефонной связи[13];
- 14 сентября 1920 года началось восстание в селе Большая Белозёрка Мелитопольского района. Восставшие убили сельского пристава и охранников, посланных на «умиротворение» деревни, в результате был выделен из фронтового резерва и направлен на подавление восстания отряд генерала Купчинского (250 штыков с 3 пулемётами)[13];
- в начале октября 1920 года началось восстание в селах Ново-Богдановка, Терпенье и Троицкое, позднее охватившее несколько волостей по реке Молочной севернее Мелитополя. Восставшие разгоняли местные административные органы, разоружали и уничтожали одиночных военнослужащих и мелкие подразделения белой армии[13].

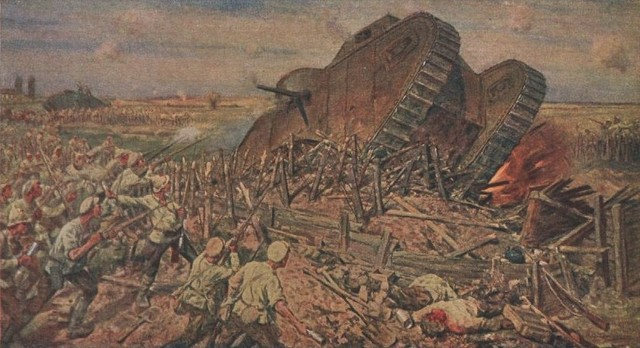
Владимиров И. А. «Захват танков под Каховкой». 1927 г.

## Память
- В 1967 году на Каховском плацдарме был воздвигнут памятник «Легендарная тачанка» (скульпторы Ю. Лоховинин, Л. Родионов, Л. Михайлёнок; архитектор Е. Полторацкий).
- картина «Захват танков под Каховкой» (художник И. А. Владимиров, СССР) и акварель «Захват белогвардейского танка в северной Таврии» (художник Н. С. Самокиш) находятся в экспозиции Центрального музея Вооружённых сил СССР[14]

## Фотографии танков
Танки в качестве военного трофея попали в руки РККА после боев на Каховском плацдарме осенью 1920 года, где из 12 участвовавших в сражении танков со стороны белых более-менее неповреждёнными и захваченными красными оказалось 5 танков. После этого танки попали на вооружение в РККА.
В итоговом донесении, направленном 20 октября 1920 года в штаб 6-й армии Южного фронта, говорилось: «При подсчете трофеев, захваченных 51-й стрелковой дивизией в боях 14-16 октября, оказалось: захвачено в плен — 55 офицеров, 367 солдат, взято 8 танковых орудий, два тяжелых, два лёгких, 9 танков, из которых за невозможностью вывести 2 танка взорваны в районе хутора Цукур и 2 — за внешней линией обороны в районе хутора Куликовского, 3 трактора, из которых 2 уничтожены и сожжены в д. Черненька и 1 взорван в районе Цукур, 2 броневика, из которых оба взорваны за невозможностью вывести».
Следовательно, как уже упоминалось, в боях на Каховском плацдарме красными было захвачено девять танков, из них целыми пять танков — «Атаман Ермак», «Генерал Скобелев», «Фельдмаршал Кутузов», «Генералиссимус Суворов», «За Русь Святую», остальные подбитые машины были эвакуированы белыми.
Британский танк Mk V «гермафродит», 1920 на площади Конституции (Харьков):

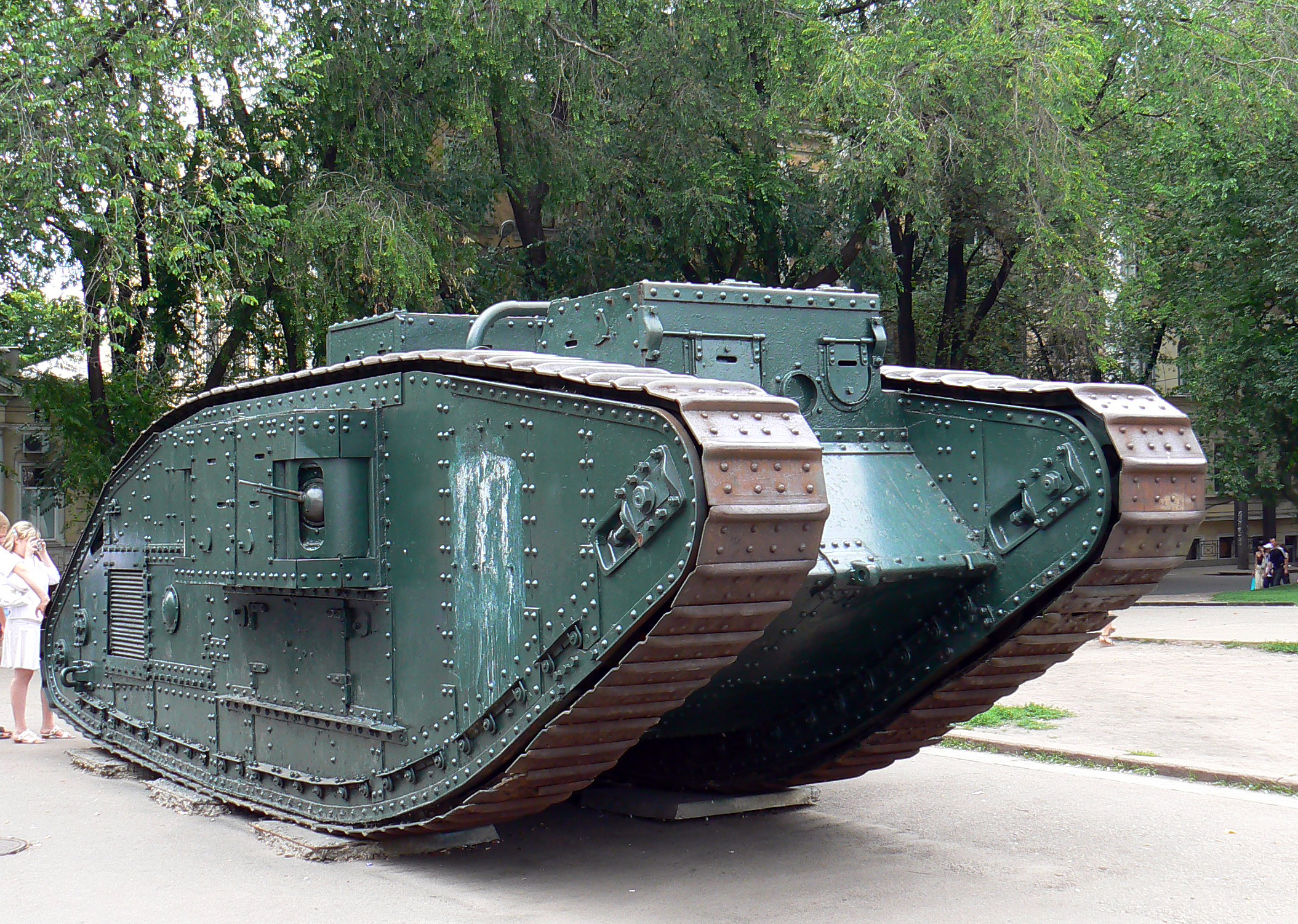
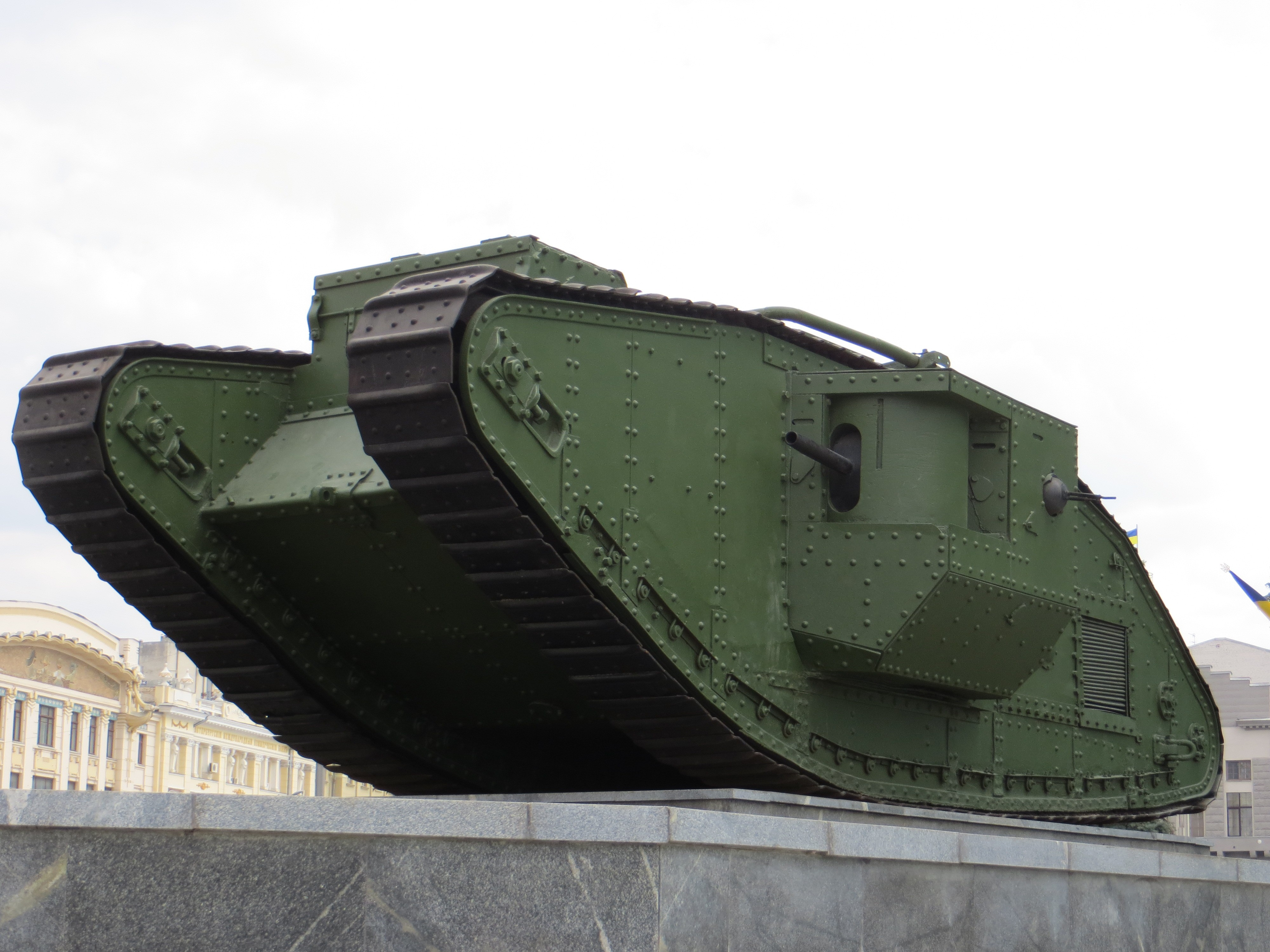
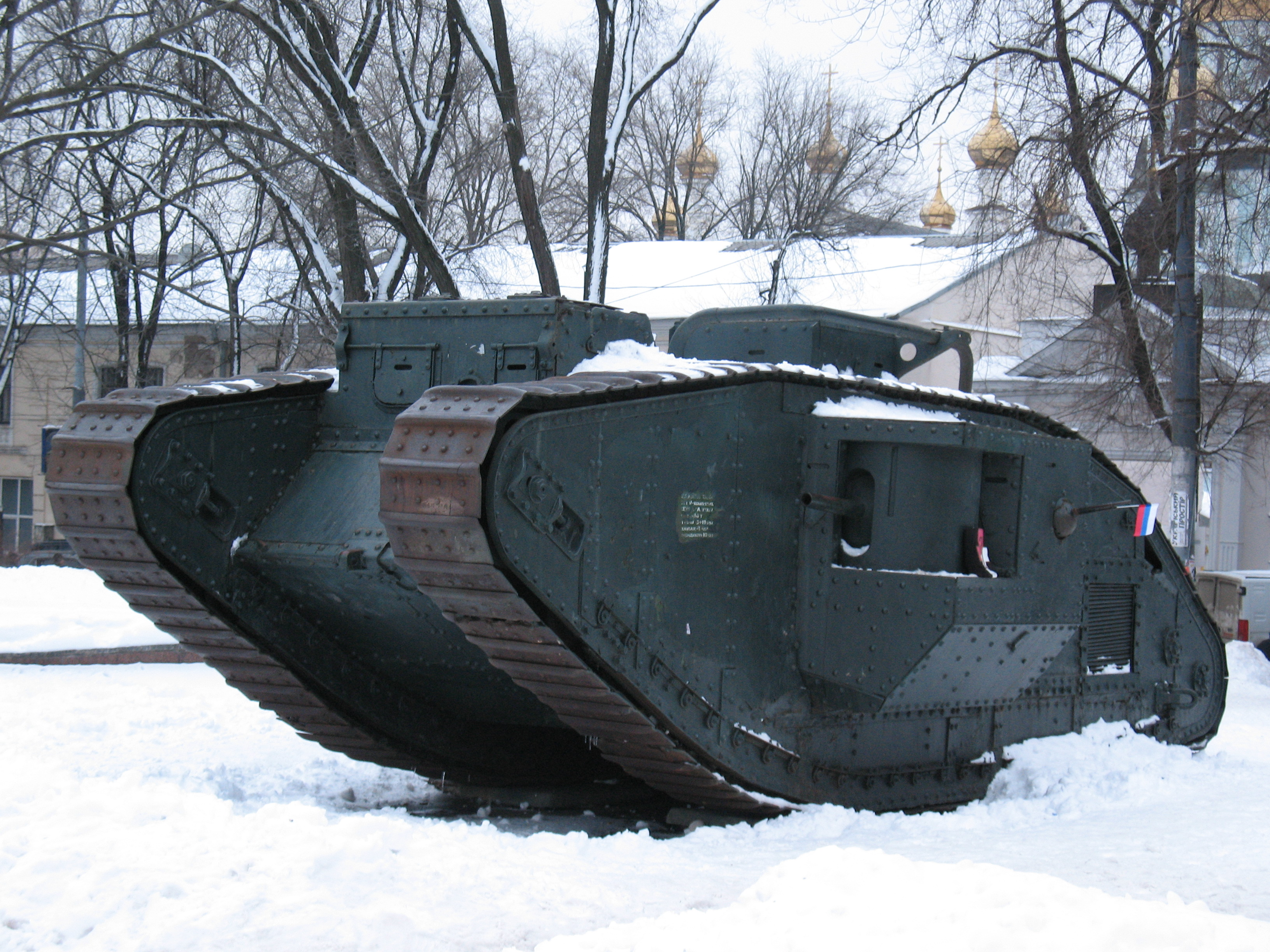

Другие танки:

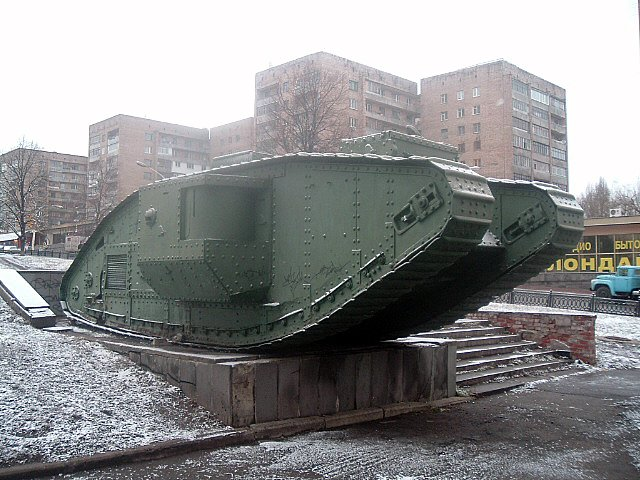
Mk V в Луганске без выхлопной трубы - один из последних двух оставшихся в мире Mk V типа «гермафродит»
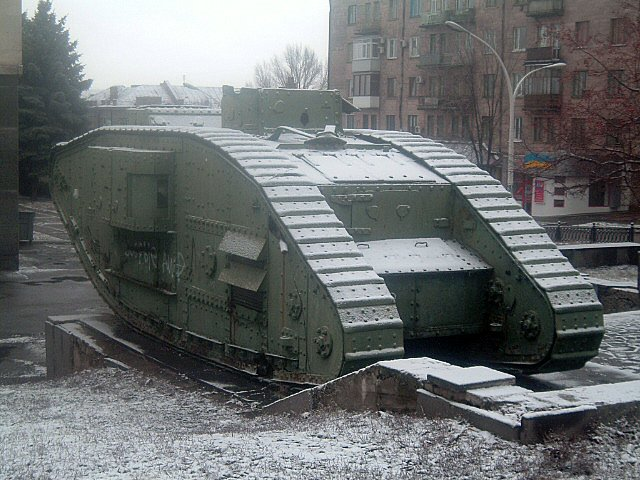
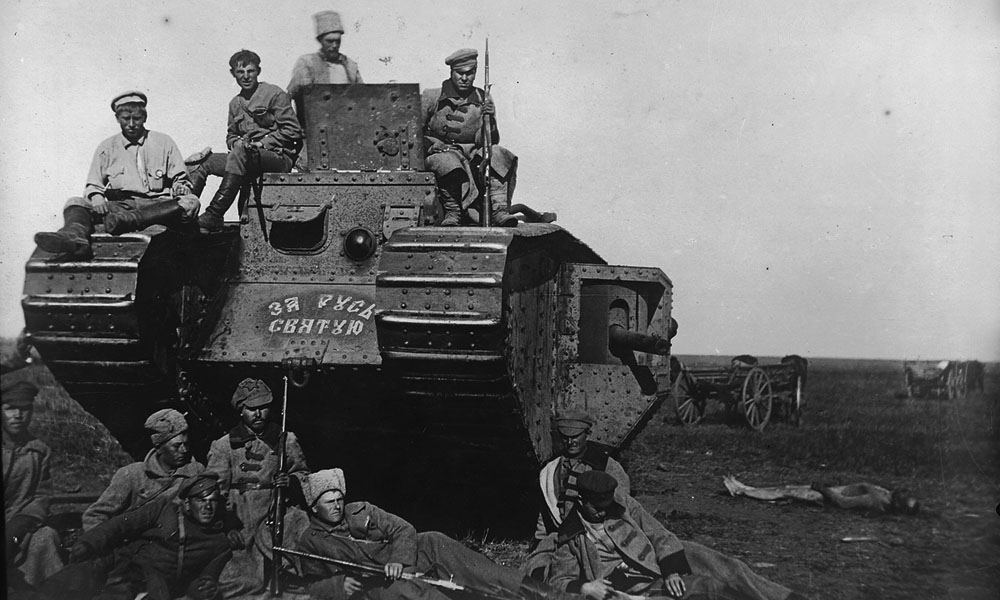
английский танк, захваченный воинами 51-й стрелковой дивизии под Каховкой 14 октября 1920 года